# Барауна (Параиба)
Барауна (порт. Baraúna) — муниципалитет в Бразилии, входит в штат Параиба. Составная часть мезорегиона Борборема. Входит в экономико-статистический  микрорегион Серидо-Ориентал-Параибану. Население составляет 3682 человека на 2006 год. Занимает площадь 50,577 км². Плотность населения — 72,8 чел./км².

## Статистика
- Валовой внутренний продукт на 2003 год составляет 8 774 938,00 реалов (данные: Бразильский институт географии и статистики).
- Валовой внутренний продукт на душу населения на 2003 год составляет 2545,67 реалов (данные: Бразильский институт географии и статистики).
- Индекс развития человеческого потенциала на 2000 год составляет 0,592 (данные: Программа развития ООН).